# مونا كيا

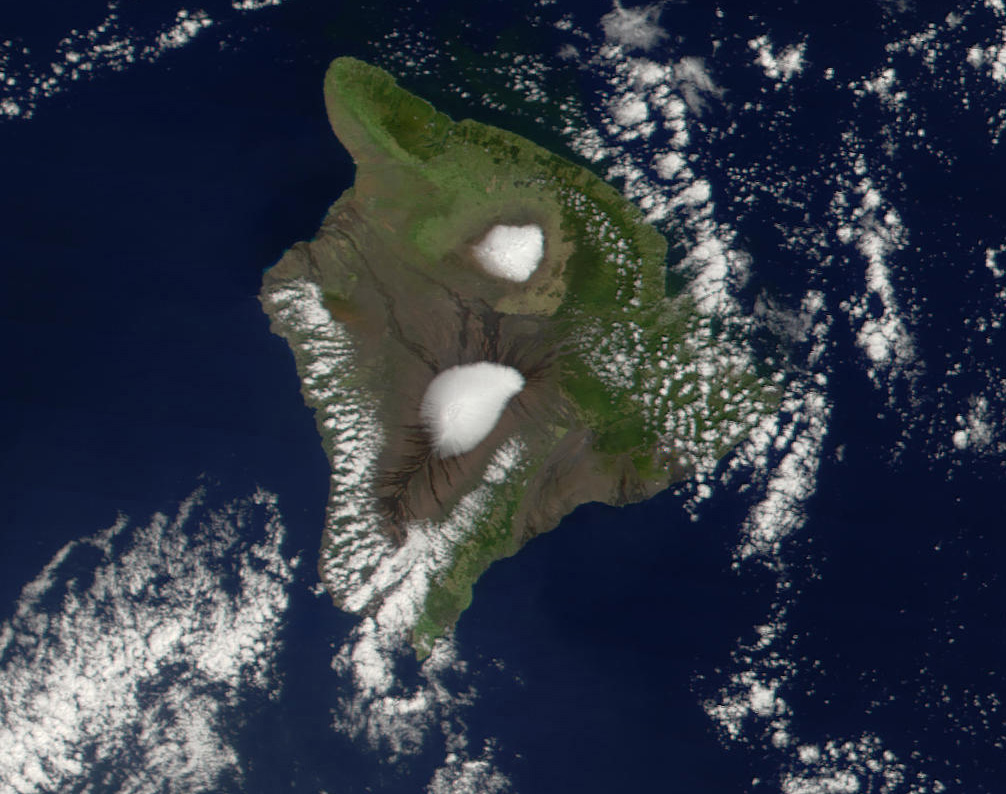

جزيرة أوكيناي ب هاواي.

مونا كيا (بالإنجليزية: Mauna Kea) هو جبل وبركان خامد يوجد في جزر هاواي ويعني اسمه بلغة هاواي «الجبل الأبيض» وهو أعلى جبال جزيرة أوكيناي ويبلغ ارتفاعه نحو 4207 متر (13802 قدم) فوق مستوى سطح البحر.
معظم الجبال تحت الماء. عند قياسها من قاعدته المحيطية، فإن مونا كيا يزيد طوله عن 10000 متر (33000 قدم) ويصبح بذلك أطول جبل في العالم.
وقد تكونت قمة مونا كيا - ومثلها في ذلك مثل مونا لوا وهوالالاي وكيلاويا - من سلسلة البقع الساخنة. وتنشأ البقع الساخنة أو النقط الساخنة في طبقات عميقة للغلاف الأرضي، حيث تخرج صهارة ساخنة خلال قصبات إلى سطح الأرض. وفي حالة هاواي فقد ساعدت الحركة التكتونية على زيادة حركة طبقة المتكور اليابس أو الغلاف الصخري، بحيث تكونت سلسلة من البراكين في وسط المحيط الهادي عبر ملايين السنين.
وبعكس البركان المجاور وهو بركان مونا لوا النشيط فإن البركان مونا كيا خامد ويعتبر بركان «نائم». ويقدر عمره بنحو مليون سنة وق قدر عمر واحد من أقدم صخوره ب نحو 200.000 سنة، وكان آخر نشاط له قبل 6000 إلى 4000 عام حيث نشطت على الأقل 7 براكين. وقد سبقت تلك الفترة فترات هدوء لا تقل مدتها عن 4500 سنة مما يجعل حالة الهدوء الحالية للبركان حالة مؤقتة.
يوجد عل قمة مونا كيا مرصد فلكي، أقامته مجموعة من المراصد العالمية تشكل أكبر مرصد في العالم. ومن ضمنها مرصد كيك وهو ذو مرآتين يبلغ قطر كل واحدة منهما 10 متر وهما يشكلان تلسكوبين على أعلى قدرة للرصد في العالم. ونظرا لحساسية التلسكوبات لأقل هزة أرضية تضبط التلسكوبات لرصد الأجرام السماوية بطريقة التنشين 'Pointings' فإن أي تغير في وضع الجبل سوف يفسر على أنه بداية لاستعادة نشاطه البركاني.
ويجرى عملية حفر عميقة على البركان منذ عام 2002، ومن خلال تحليل العينات الصخرية المستخرجة من قلب البركان يأمل العلماء التوصل إلى معرفة ما يجري في أعماق الأرض.

## المناخ
يظهر الجدول التالي التغييرات المناخية على مدار السنة لمونا كيا:
| البيانات المناخية لـمونا كيا            | البيانات المناخية لـمونا كيا | البيانات المناخية لـمونا كيا | البيانات المناخية لـمونا كيا | البيانات المناخية لـمونا كيا | البيانات المناخية لـمونا كيا | البيانات المناخية لـمونا كيا | البيانات المناخية لـمونا كيا | البيانات المناخية لـمونا كيا | البيانات المناخية لـمونا كيا | البيانات المناخية لـمونا كيا | البيانات المناخية لـمونا كيا | البيانات المناخية لـمونا كيا | البيانات المناخية لـمونا كيا |
| الشهر                                   | يناير                        | فبراير                       | مارس                         | أبريل                        | مايو                         | يونيو                        | يوليو                        | أغسطس                        | سبتمبر                       | أكتوبر                       | نوفمبر                       | ديسمبر                       | المعدل السنوي                |
| --------------------------------------- | ---------------------------- | ---------------------------- | ---------------------------- | ---------------------------- | ---------------------------- | ---------------------------- | ---------------------------- | ---------------------------- | ---------------------------- | ---------------------------- | ---------------------------- | ---------------------------- | ---------------------------- |
| الدرجة القصوى °ف (°م)                   | 55 (13)                      | 56 (13)                      | 54 (12)                      | 55 (13)                      | 59 (15)                      | 58 (14)                      | 75 (24)                      | 57 (14)                      | 60 (16)                      | 59 (15)                      | 54 (12)                      | 55 (13)                      | 75 (24)                      |
| متوسط درجة الحرارة الكبرى °ف (°م)       | 42.0 (5.6)                   | 42.5 (5.8)                   | 40.3 (4.6)                   | 41.4 (5.2)                   | 47.5 (8.6)                   | 49.3 (9.6)                   | 50.9 (10.5)                  | 49.9 (9.9)                   | 50.5 (10.3)                  | 43.8 (6.6)                   | 45.1 (7.3)                   | 42.7 (5.9)                   | 46.0 (7.8)                   |
| متوسط درجة الحرارة الصغرى °ف (°م)       | 26.3 (−3.2)                  | 26.1 (−3.3)                  | 24.9 (−3.9)                  | 26.2 (−3.2)                  | 29.0 (−1.7)                  | 29.4 (−1.4)                  | 30.3 (−0.9)                  | 30.9 (−0.6)                  | 31.3 (−0.4)                  | 29.5 (−1.4)                  | 27.8 (−2.3)                  | 27.6 (−2.4)                  | 28.4 (−2.0)                  |
| أدنى درجة حرارة °ف (°م)                 | 19 (−7)                      | 12 (−11)                     | 18 (−8)                      | 18 (−8)                      | 12 (−11)                     | 23 (−5)                      | 22 (−6)                      | 17 (−8)                      | 23 (−5)                      | 20 (−7)                      | 20 (−7)                      | 17 (−8)                      | 12 (−11)                     |
| الهطول إنش (مم)                         | 0.81 (21)                    | 0.24 (6.1)                   | 1.05 (27)                    | 0.50 (13)                    | 0.92 (23)                    | 0.14 (3.6)                   | 0.29 (7.4)                   | 0.77 (20)                    | 0.51 (13)                    | 0.58 (15)                    | 1.04 (26)                    | 0.52 (13)                    | 7.36 (187)                   |
| المصدر: Western Regional Climate Center |                              |                              |                              |                              |                              |                              |                              |                              |                              |                              |                              |                              |                              |

## اقرأ أيضا
- بركان تصدعي
- بركان هيكلا
- نقطة ساخنة
- تكتونيات الصفائح
- انبثاق بركاني
- لوافظ آيسلندا